# درازکشتی

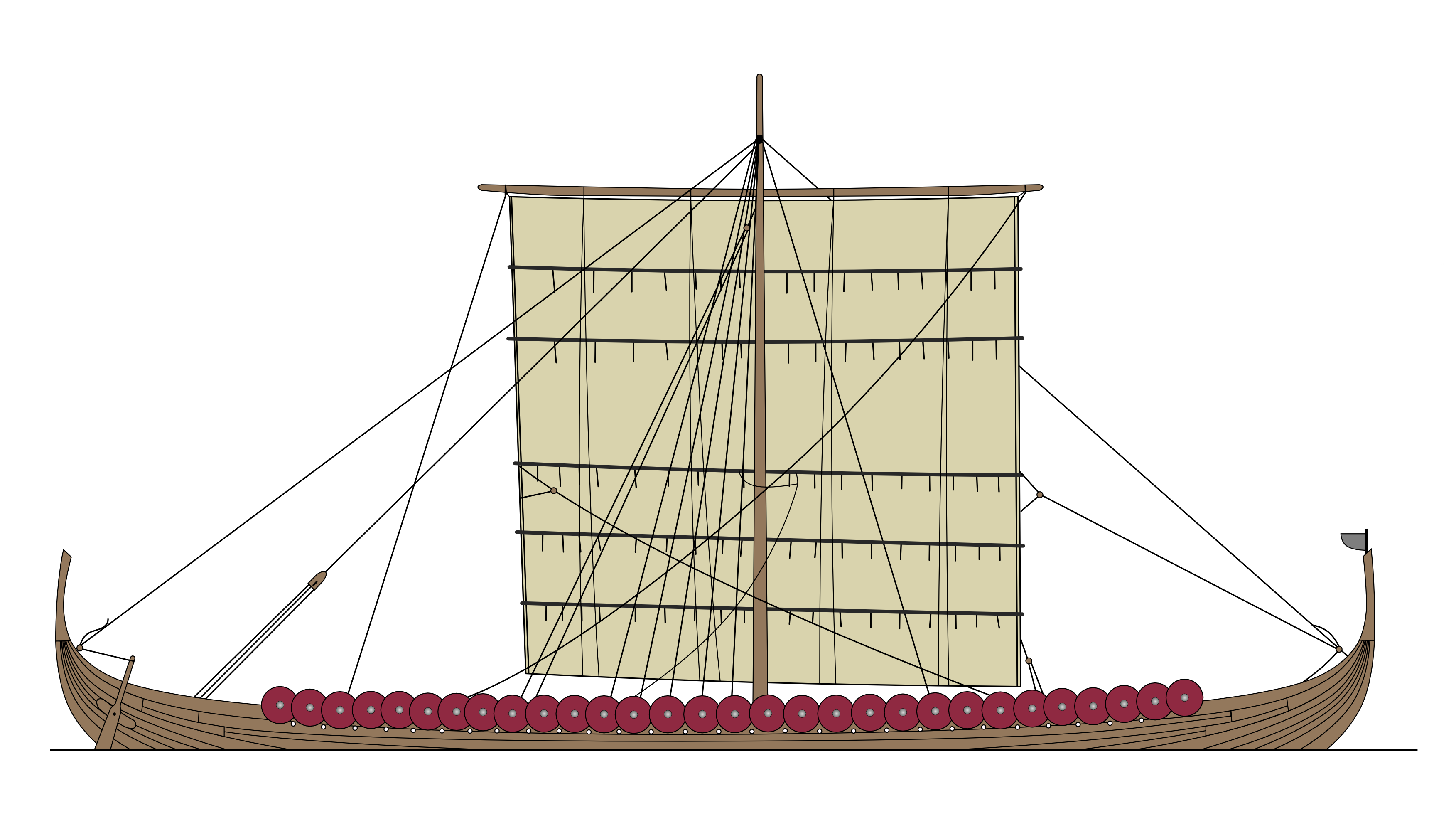
نمایی از ساختار یک‌نوع درازکشتی‌ها، مورد استفادهٔ وایکینگ‌ها

درازکشتی‌ها یا درازقایق‌ها وسایل نقلیه دریایی‌ای بودند که وایکینگ‌هایی از کشورهای نوردیک به منظور تجارت، بازرگانی، کاوش، جنگ در عصر وایکینگ از آن‌ها استفاده می‌کردند. به علاوه مطالعه انجام شده روی چوب بلوط نشان می‌دهد حداقل یکی از درازکشتی‌های معروف در دوبلین ایرلند ساخته شده بود. طراحی درازکشی‌ها در طول زمان پیشرفت کرد. ابتدا در عصر سنگی شروع شد و اومیاک اختراع شد. به دنبال آن در سده نهم با کشتی‌های نیدام و کوالسوند این روند ادامه یافت. در سده‌های نهم و دهم شکل نهایی آن به وجود آمد. تا به امروز خصوصیات و شکل ظاهری این کشتی‌ها در سنت قایق‌سازی اسکاندیناویایی انعکاس یافته‌است. هنوز در سراسر جهان از روش‌ها و مهارت‌هایی که در ساخت درازکشتی استفاده می‌شد، بهره گرفته می‌شود که اغلب تطابق داده شده‌است. جنس‌شان از چوب بود، پرچم‌هایی پارچه‌ای و تراشکاری و ظریف‌کاری‌های بسیاری در قسمت بدنه داشتند.
درازکشتی مانند قایقی است که علاوه بر اینکه زیبا، دراز، کم ارتفاع، سبک و چوبی است دارای طراحی‌ای است که مناسب باربری در آب کم عمق و با سرعت است. این طراحی متناسب با آب‌های کم‌عمق امکان ناوبری در آب به عمق یک متر و پهلوگیری در ساحل را فراهم می‌کند ضمن اینکه وزن سبک باعث می‌شود بتواند در بندر جابه‌جا شود. درازکشتی‌ها دو انتهای متقارن داشتند. سر و دم کشتی به گونه‌ای بود که کشتی بتواند به راحتی جهت خود را حفظ کند بدون اینکه دور بپیچد. این ویژگی برای عرض‌های شمالی که کوه‌های یخی و یخ‌های دریایی ناوبری را با خطر مواجه می‌کنند بسیار ویژگی کارآمدی است. کشتی با پاروهایی که سرتاسر آن وجود داشت منطبق بود. شکل‌های جدیدتر کشتی بادبانی مستطیل شکل و یک دکل تنها داشتند که به ویژه در سفرهای طولانی به کمک پارو زنان می‌آمد و زحمت‌شان را کم می‌کرد. سرعت میانگین کشتی‌های وایکینگ متفاوت بود اما معمولاً بین ۱۰–۵ نات بود و بیشینه آن در شرایط مطلوب به ۱۵ نات می‌رسید.
درازکشتی‌ها چکیده‌ای از قدرت دریانوردی اسکاندیناویان در زمان خودشان بود و سرمایه بسیار با ارزشی بود. در زمان جنگ به کشاورزان ساحل‌نشین داده می‌شد و پادشاه به آن فرمان می‌داد تا یک نیروی دریایی قدرتمند بسازد. اگرچه نورس‌ها از درازکشتی‌ها در جنگ استفاده می‌کردند اما این کشتی‌ها نقلیه لشکر بود نه ابزارآلات جنگی. در سده دهم گاهی چند تا از این قایق‌ها را به هم متصل می‌کردند تا سکوی پایداری ایجاد شود که روی آن جنگ تن به تن صورت بگیرد. در سده دهم که اوج گسترش وایکینگ محسوب می‌شود ناوگان‌هایی بزرگ از طریق گذر از رودهای قابل کشتیرانی مثل سن شروع به حمله به امپراتوری فرانکی‌های پست کردند. یک سال پس از درگذشت پسر شارلمانی پیوس، روئن در سال ۸۴۱ به یغما رفت. کوئنتوویک در نزدیکی اتابلز امروزی در سال ۸۴۲ مورد هجوم قرار گرفت و در سال ۸۴۵ تعداد ۶۰۰ فروند کشتی دانمارکی به هامبورگ حمله کردند. در همان سال ۱۲۹ فروند کشتی در بالادست رود سن حمله کردند. دشمن‌ها مثل انگلیسی‌ها به این کشتی‌ها نام «سنجاقک کشتی» داده بودند زیرا جلوی آن‍ها به شکل سنجاقک بود. نورس حس معماری دریایی قوی‌ای داشت و در اوایل قرون وسطی در نوع خودشان پیشرفته بودند.

## انواع درازکشتی
با توجه به اندازه کشتی، جزئیات ساخت، و شهرت می‌توان درازکشتی‌ها را به چند دسته تقسیم کرد. رایج‌ترین شیوه برای تقسیم‌بندی درازکشتی‌ها تقسیم‌بندی با توجه به تعداد جایگاه پاروهای روی عرشه است.
| نام      | توضیحات |
| -------- | --- |
| کاروی    | کوچک‌ترین وسیله‌ای است که به عنوان درازکشتی ساخته شده‌است. بر طبق قانون گولاتینگ در سده ده یک کشتی با ۱۳ صندلی پاروزن کوچک‌ترین کشتی مناسب برای کاربری نظامی می‌تواند باشد. کشتی‌ای که بین ۶ تا ۱۶ صندلی داشته باشد، جزو کاروی تقسیم‌بندی می‌شود. |
| اسنکیا   | حداقل ۲۰ صندلی پاروزن داشت. |
| اسکید    | بیش از ۳۰ صندلی پاروزن داشت. |
| در کار   | از منابع تاریخی مثل ساگای Göngu-Hrólfs متعلق به سده سیزده با در کار آشنایی پیدا کرده‌ایم. |
| ترنسپورت | این کشتی هزار سال قدمت دارد. |